# 도미오카정 (도쿠시마현)
도미오카정(富岡町)은 도쿠시마현 나카군에 있던 정이다. 현재의 아난시 도미오카정에 해당한다.

## 역사
- 1889년 10월 1일 - 정촌제 시행에 수반해 도미오카촌이 성립하였다.
- 1905년 10월 10일 - 정으로 승격해 도미오카정이 되었다.
- 1954년 3월 31일 - 나가이케촌, 다카라다촌, 오노촌의 일부와 합병해 도미오카정이 신설되었다.
- 1955년 
  - 1월 1일 - 가모다니촌을 편입
  - 3월 16일 - 미노바야시을 편입
  - 4월 15일 - 구와노정을 편입
- 1958년 5월 1일 - 다치바나정과 합병, 시로 승격해 아난시가 성립, 동일 도미오카정은 폐지되었다.

## 참고문헌
- 楠原佑介 (1990)『市町村名変遷辞典』東京堂出版.
- 阿南市史編さん委員会 (2007)『阿南市史第4巻現代編』阿南市.
- 阿南市史編さん委員会 (2013)『阿南市史資料編』阿南市.